# Койринйоки
Койринйоки, также известная как Койринёки , и иногда ошибочно Койриноя (буквально собачья река фин. Koirinjoki) — река в России, протекает по территории Суоярвского и Питкярантского районов Карелии, впадает в Ладожское озеро вблизи населённого пункта Койриноя, у её устья расположены два живописных водопада.

## География и гидрология
Длина реки — 22 км, водосборная площадь — 124 км². На Койринйоки расположен населённый пункт Койриноя.
Истоки реки находится в озере Вуортанаярви, которое безымянной протокой сообщается с системой озёр: Путсилампи, Руохолампи, Пюхяярви, Иля-Лаваярви и Ала-Лаваярви, Раутаяви и Сариярви.
В неё впадает река Ниетоя, благодаря чему она сообщается с озером Ниетъярви. Река впадает в залив Койриноянлахти, являющийся составной частью Питкяранского залива, Ладожского озера.
Реку пересекают автомобильные трассы Р21 и 86К-8 («Олонец — Питкяранта — Леппясилта»), а также железная дорога Янисъярви — Лодейное поле. Койринйоки протекает под каменным и железобетонным мостом.

## Водопады
Вблизи деревни Койриноя на реке расположены каскадные водопады «Койриноя-1» (высота падения 6 м) и «Койриноя-2» (высота падения 5 м).

## Этимология
Название гидронима происходит от фин. Kairinjoki — буквально собачья река (фин. koira — собака, фин. joki — река).

## Данные водного реестра
По данным государственного водного реестра России относится к Балтийскому бассейновому округу, водохозяйственный участок реки — Водные объекты бассейна Ладожского озера без рек Волхов, Свирь и Сясь, речной подбассейн реки — Нева и реки бассейна Ладожского озера (без подбассейна Свири и Волхова, российская часть бассейнов). Относится к речному бассейну реки Невы (включая бассейны рек Онежского и Ладожского озера).
Код объекта в государственном водном реестре — 01040300212102000011174.